# Nombre propio
Los nombres propios son sustantivos que se usan para designar a personas, lugares, eventos, empresas o cosas con un nombre singular. Hacen referencia al efecto de nombrar. Nombrar es designar o determinar lingüísticamente un objeto o experiencia del mundo como tal, por tanto de manera única e irrepetible.

## Designación
Tienen especial relevancia los nombres propios referidos a la nacionalidad, ideología, religión etc., pues adquieren un elevado papel simbólico-sentimental.
En la época actual son de especial relevancia los nombres de las empresas, pues es lo que las hace únicas y diferentes de cualquier otra que pueda competir en la misma actividad. Tan es así que el nombre registrado, junto al logotipo, puede llegar a ser un valor importante en los activos de una empresa. A veces el nombre propio se confunde o se convierte o hace las funciones de marca siendo entonces incorporado a un valor de mercado.
Por sí mismos, los nombres propios no deben tener significado puesto que, por definición, son únicos.
Pero dado el efecto social que tienen los nombres, y la dificultad, ya señalada antes, de tener que individualizar la designación, ya de antiguo los nombres se ponían de forma que reflejara alguna cualidad. Al principio dominaba una denominación de tipo familiar o de clan o tribu. Hoy día ese aspecto familiar lo constituyen los apellidos. A veces una especial circunstancia o cualidad: Platón, el de las anchas espaldas, era una designación secundaria; su nombre propio era Aristocles.
Con el cristianismo, en Occidente, al menos, se tomó la costumbre de “nombrar” al recién nacido bajo el patrocinio de un santo, haciéndose coincidir con el bautismo en el que se supone que el hombre nace a una nueva vida.
Un modo especial de nombrar a las personas es el mote o el alias.

## Nombres de pila
La expresión «nombre de pila» se refiere a la pila bautismal. Los nombres de pila son antropónimos.